# Bonadissake
Bonadissake ou Bonessak est un village du département du Nkam au Cameroun. Situé dans l'arrondissement de Yabassi, il est localisé à 4 km de Yabassi sur la piste rurale qui lie Yabassi à Loum.

## Population et environnement
En 1967, le village de Bonadissake avait 158 habitants. La population de Bonadissake était de 211 habitants dont 97 hommes et 114 femmes, lors du recensement de 2005.